# Stazione di Fanzolo
Stazione di Fanzolo vasútállomás Olaszországban, Veneto régióban, Vedelago település Fanzolo frazionéjában.

## Vasútvonalak
Az állomást az alábbi vasútvonalak érintik:
- Montebelluna-Camposampiero-vasútvonal

## Kapcsolódó állomások
A vasútállomáshoz az alábbi állomások vannak a legközelebb: 
- Stazione di Castelfranco Veneto (Stazione di Camposampiero)
- Stazione di Montebelluna (nincs)